# ヴェンジャンス (空母)
ヴェンジャンス (HMS Vengeance, R71) はイギリス海軍のコロッサス級航空母艦。スワン・ハンター造船所にて建造された。第二次世界大戦に参加の後、オーストラリア海軍に貸与され、さらにその後ブラジルに売却されミナス・ジェライス (Minas Gerais) と改名された。

## 設計
搭載機変遷
1945年8月 計42機 812Sqn（バラクーダ×18）＋1850Sqn（コルセア×24）

## 艦歴

### イギリス海軍
ヴェンジャンスは就役後、英太平洋艦隊を強化するために極東へ送られた。
第二次世界大戦が終わるとすぐに、中国軍の奇襲を防ぎ植民地を再占領するために香港へ派遣された。その後、他のコロッサス級空母と合流し戦争捕虜の本国送還に従事した。
イギリスに戻った後、ヴェンジャンスは2年の間、第3空母戦隊 (3rd Aircraft Carrier Squadron) の旗艦として働いた。

### オーストラリア海軍
この艦はイギリス連邦の一員であるオーストラリア海軍に貸与されることとなった。オーストラリア海軍にとってシドニーに続く2番目の軽空母であった。
貸与に伴う改修を受けるためこの艦は1952年9月15日にデヴォンポートに入港し、改修途中の1952年11月13日にオーストラリア海軍に就役した。改修作業が1953年1月2日に完了するとオーストラリアへの航海を開始し、1953年3月11日に到着した。
当初この艦は朝鮮戦争に派遣される予定であり、シーフューリーが配備された第805、850飛行隊とファイアフライが配備された第816飛行隊が艦上で訓練を積んでいた。しかし結局朝鮮戦争にはシドニーが再派遣されることに計画が変更されたため、3つの飛行隊と航空機はヴェンジャンスからシドニーに配置転換された。
1954年11月、イギリス連邦占領軍の一員として日本に派遣されそのまま朝鮮戦争に国連軍として参加したオーストラリア空軍第77飛行隊を帰還させるためにこの艦が派遣された。
1955年6月16日、ヴェンジャンスはイギリスへの返還のための航海に出発し、同年8月5日にポーツマスに到着した。1955年8月13日、南半球での3年間の任務のを終えヴェンジャンスはイギリス海軍に再就役した。

### ブラジル海軍
1956年12月14日ヴェンジャンスはブラジルに売却された。アムステルダムの造船所で近代化改修を受けた後、この艦はブラジル海軍にミナス・ジェライスとして就役した。
40年以上もの就役期間を終え、2001年にミナス・ジェライスは退役した。翌年艦体が競売に掛けられた際にイギリスのNGOから、この艦を買い取ってヴェンジャンスの姿に戻し第二次世界大戦の記念艦とする、という案が出た。しかし諸々の理由によりその案は実現せず、最終的にこの艦はインドに曳航されスクラップとなった。